# Petrus Peregrinus de Maricourt
Petrus Peregrinus de Maricourt (Petr Poutník z Maricourtu, francouzsky Pierre Pèlerin de Maricourt) byl francouzský učenec 13. století. Experimentoval s magnety a jako první ve svém pojednání Epistola de magnete z roku 1269 popsal jejich polaritu.
Epistola byla vůbec první prací, která obsahovala podrobnou studii pohyblivých kompasových jehel, které jsou základní součástí suchého kompasu a které se objevily krátce nato (kolem roku 1300) jako navigační prostředek na středověkých námořních plavbách.  Předpokládá se, že Epistola popisuje experimentů, které Petrus provedl již o dvě desetiletí dříve. To lze odvodit z poznámek v několika pracích Petrova studenta Rogera Bacona, která mezitím vyšla.
Peter však nepopsal použití volné magnetické jehly ve spojení s určováním světových stran, takže v odborné literatuře existuje určitá tendence připisovat vynález suchého kompasu italskému pobřežnímu městu Amalfi.
Peregrinus Peak v Antarktidě je pojmenován podle Petra Peregrina.